# گورستان بند امیر
قبرستان بند امیر مربوط به دوره قاجار - اوایل دوره پهلوی است و در شهرستان شیراز، بخش زرقان، دهستان بند امیر، ابتدای روستای بند امیر، دامنه کوه نقاره خانه واقع شده و این اثر در تاریخ ۳۰ بهمن ۱۳۸۶ با شمارهٔ ثبت ۲۰۸۳۴ به‌عنوان یکی از آثار ملی ایران به ثبت رسیده است.